# جام جهانی ویوا
جام جهانی ویوا (به انگلیسی: Viva World Cup) یک نوع جام جهانی فوتبال است که ان اف بورد میان ۲۷ عضو خود که با فیفا همکاری ندارند، پنج دوره بین سال‌های ۲۰۰۶ تا ۲۰۱۲ برگزار کرد. از سال ۲۰۱۴ این مسابقات بانام CONIFA World Football Cup برگزار می‌شود.

## دوره‌ها
| سال          | میزبان             | فینال            | فینال          | فینال                    | رده‌بندی                            | رده‌بندی          | رده‌بندی         |
| سال          | میزبان             | قهرمان           | گل‌ها           | نایب قهرمان              | سوم                                | گل‌ها             | چهارم           |
| ------------ | ------------------ | ---------------- | -------------- | ------------------------ | ---------------------------------- | ---------------- | --------------- |
| ۲۰۰۶ جزئیات  | اوکیتانیا          | · لاپ‌لند         | ۲۱–۱           | · موناکو                 | · اوکیتانیا                        | برگزار نشد       | · کامرون جنوبی  |
| ۲۰۰۸ جزئیات  | لاپ‌لند             | · پادانیا        | ۲–۰            | · آشوریان                | · لاپ‌لند                           | ۳–۱              | · کردستان       |
| ۲۰۰۹ جزئیات  | پادانیا            | · پادانیا        | ۲–۰            | · کردستان                | · لاپ‌لند                           | ۴–۴ (۵–۴) پنالتی | · پروونس        |
| ۲۰۱۰ جزئیات  | جزیره غودش         | · پادانیا        | ۱–۰            | · کردستان                | · اوکیتانیا                        | ۲–۰              | · دو سیسیل      |
| ۲۰۱۲ جزئیات  | اقلیم کردستان عراق | · کردستان        | ۲–۱            | · قبرس شمالی             | · زنگبار                           | ۷–۲              | · پروونس        |
| 2014 Details | لاپ‌لند             | · County of Nice | 0–0 (5–3 pen.) | Ellan Vannin             | الگو:Country data Arameans Suryoye | ۴–۱              | · اوستیای جنوبی |
| 2016 Details | آبخاز              | · آبخاز          | 1–1 (6–5 pen.) | الگو:Country data Panjab | · قبرس شمالی                       | ۲–۰              | · پادانیا       |